# Speed metal
Speed metal là một nhánh con của heavy metal hình thành vào những năm đầu 1980, bắt nguồn từ trào lưu New Wave of British Heavy Metal và hardcore punk. Được Allmusic mô tả là "cực nhanh, mạnh bạo, và đòi hỏi kỹ thuật cao". Cũng theo Allmusic, speed metal cuối cùng đã giảm bớt cường độ của các nhịp và phát triển thành thrash metal.
Một vài người coi "Highway Star" từ album Machine Head năm 1972 của Deep Purple là ca khúc speed metal đầu tiên. "Stone Cold Crazy" tù album Sheer Heart Attack năm 1974 của Queen đã báo trước về speed metal, cuối cùng được Metallica cover . Hai trong số những ban nhạc có ảnh hưởng nhất đến thể loại này là nhóm nhạc Motörhead  của Anh, và Judas Priest .